# 48FM
48FM est la radio de l'Université de Liège. Elle émet en FM, en DAB+ et en streaming sur internet.

## Historique
En 1994, quelques étudiants reprennent l’idée abandonnée par Radio Sart-Tilman de créer une radio étudiante à Liège. Inspirée de la célèbre ligne de bus qui dessert le campus du Sart-Tilman, 48FM voit le jour au sein de la Fédé. Arrivée trop tardivement pour la redistribution du plan de fréquence, 48FM restera longtemps silencieuse avant de devenir productrice d’émissions, d’abord sur Ciel Radio, puis sur Equinoxe FM.
48FM se lance en février 2003 sur le web avec un premier site qui connaît un succès immédiat[réf. nécessaire]. Une fréquentation qui encourage les membres de l'association (ASBL) à développer le projet sous forme de webradio. L’aboutissement arrive le 6 mars 2004, journée anniversaire des 10 ans de l’association mais aussi date de la naissance de www.48fm.com, portail d’informations et webradio à part entière.
Elle s'installe en 2021 dans la Grand Poste de Liège rénovée, au centre-ville et en face du siège de l'université.

## Émissions
- La Marginale, tous les matins en direct de 8h à 10h.
- Headbanging, (2011-...), émission musicale orientée vers le Metal et tous les sons « durs »[1].
- Disambiguation, émission musicale présentée par Guillaume et John, qui vous partagent leur passion du Punk/Hardcore les jeudis de 16 à 17h.
- Sans Interdit, rendez-vous hebdomadaires de culture associative.
- Bad Station, émission musicale Drum&Bass, Dubstep, Jungle, Techno, Techno Minimale, House, Tech House, musique électronique, etc.[2]
- Empreintes Digitales, émission musicale des musiques électroniques, présentée par Laurent Deger et Vincent.
- Fair Play, émission sportive et musicale
- Shakin'Lidje (2005-2006), émission culturelle d'une heure présentée par Adrienne d'Anna.
- The Shaker (2006-2008), émission musicale de deux heures présentée par Lionel Dutrieux.
- Silenceless (2014-…), émission riche en rock. interviews, sessions acoustiques, album découverte, invités, avec une programmation variée et pointue.
- Les Haters, émission hebdomadaire qui reprend l'actualité sportive des Etats-Unis. La NFL, NHL, NBA, MLB et MLS sont passées au peigne fin par les spécialistes des sports US de la radio tous les mardis de 16 à 18 heures.
- A Bonobo's Life (2008-...), émission musicale hebdomadaire (mercredi, 19h-21h), basée sur des interviews de musiciens et musiciennes, solo ou en groupe, de tous styles (rock, rap, pop, classique), et caractérisée par la proposition très régulièrement de petits showcases depuis le studio.

## Diffusion actuelle
- sur Liège par la modulation de fréquence (100.1 FM)
- En DAB+ sur le bloc 12B
- par internet